# П'єр Жакотен
П'єр Жакотен (фр. Pierre Jacotin; 1765—1827) — французький військовий інженер-топограф, учасник Єгипетського походу Наполеона; склав Великий атлас Єгипту і Сирії, докладні карти Палестини, Іспанії та Корсики.

## Біографія
Спочатку працював геодезистом у кадастровій службі Корсики (1781—1796), потім пішов за Бонапартом в Єгипет (1798) і швидко став директором топографічних операцій, директором корпусу інженерів-географів, членом Інституту Єгипту (січень. 1800) — наукового товариства в Каїрі, заснованого в 1798 році. Після повернення до Франції (1801) був підвищений у званні до полковника інженерної служби і призначений начальником з топографії Воєнного депо (сховища карт і архівів французької армії); залишався на цій службі до самої смерті.
Сприяв швидкому впровадженню і поширенню топографічної гравюри. Особисто склав Великий атлас Єгипту і Сирії на 53-х аркушах, карту Іспанії на 20-ти аркушах (1823), карту Корсики на восьми аркушах (1824).
Помер в Парижі 4 квітня 1827 року і похований на кладовищі Пер-Лашез (ділянка 39).